# Carmen García Moyón
Carmen García Moyón (Nantes, 13 de septiembre de 1888-Torrente, 30 de enero de 1937) fue una religiosa martirizada en la guerra civil española, beatificada el 11 de marzo de 2001 junto a los mártires amigonianos y otros mártires españoles, 233 en total, por el papa Juan Pablo II. Es patrona de los laicos y cooperadores (seglares) amigonianos

## Biografía
Hija de madre francesa, Marie Josephine Moyon, y padre español, José García Jiménez, ingresó el 11 de mayo de 1917 a la Congregación de las Terciarias Capuchinas de la Sagrada Familia, aniversario de la fundación del instituto religioso, y el 11 de enero de 1918, la francesita -como cariñosamente la llamaron desde un principio sus hermanas terciarias- tomó el hábito, apodo que le duró toda su vida por haber nacido en Francia. Toma el nombre de Sor Esperanza de Nantes. Antes de profesar sus votos perpetuos, sale de la comunidad. En 1926 se mudó a la ciudad de Torrente en Valencia, en donde se dedicó a la catequesis colaborando a los Terciarios Capuchinos, en el Convento de Monte-Sion.
Tenía en su casa una modistería en donde confeccionaba ropa por encargo y enseñaba a jóvenes. Ayudaba con la catequesis a los frailes y perteneció a la Pía Unión de San Antonio, cuando se creó la sección femenina. Su trabajo social como catequista y dueña de un taller de costura para mujeres dentro de la comunidad, abarcó gran parte de Valencia hasta la revolución de 1936, llamada Guerra civil española.

## Muerte
Aunque el comité de Torrente en Valencia había dado la orden de no matar mujeres, Carmen García Moyón fue una de las primeras excepciones a esta regla. La noche del 30 de enero de 1937 en plena revolución, según relató el novio, dos coches, con seis hombres en total, la fueron a buscar a su casa. Luego del secuestro fue llevada al Barranc de les Canyes dentro de un viñedo con los seis secuestradores. Según el relato de las personas que secuestraron a la catequista García Moyón, intentaron violarla pero ella se resistió lo que ocasionó que la rociaran con gasolina y la prendieran fuego.
Según los secuestradores "el espectáculo era dantesco" y mientras iba ardiendo gritó tres veces “Viva Cristo Rey” haciendo alusión a Jesús de Nazaret. Según el folio de la causa indica que la mataron “José Fenoll Garrigues, Antonio García Mares y dos forasteros desconocidos”.
Tras su asesinato y el de sus compañeros religiosos Terciarios Capuchinos, la Iglesia católica decidió abrir una causa para que sea canonizada por haber sido asesinada por su fe dentro de España; esta causa sería más tarde llamada: Mártires Amigonianos.

## Canonización
El pedido de canonización de la catequista García Moyón fue impulsado dentro de la Iglesia católica por el arzobispos Marcelino Olaechea y José María García Lahiguera, así como por el Presbiterio Diocesano y el Foro de Laicos.
El proceso de canonización de Carmen García Moyón junto a los mártires españoles durante la guerra civil española fue paralizada el 7 de abril de 1964 por el papa Pablo VI, suspensión que fue extendida hasta el 25 de enero de 1983 cuando el papa Juan Pablo II inició el proceso de reapertura.
El cardenal Palazzini informó sobre la reapertura de canonización de los religiosos, entre ellos los Amigonianos, en el sínodo de esta forma:

«Tan solo unas horas después de que el Papa recibiera en audiencia al presidente González, manifestándole la preocupación de la Iglesia por las medidas contra la religión católica adoptadas por el Gobierno socialista, se ha anunciado que Juan Pablo II ha levantado la suspensión del estudio de las causas de beatificación de los mártires de la guerra civil española.»
(18 de octubre de 1983 el cardenal Palazzini, Prefecto de la Congregación para las Causas de los Santos en el Sínodo).

## Beatificación
La beatificación dentro de la Iglesia católica de Carmen García Moyón, se llevó a cabo junto a 233 mártires en la Ciudad del Vaticano por el papa Juan Pablo II el 11 de marzo de 2001 en los que se incluyen los otros 22 Mártires Amigonianos. 

## Conmemoración
El 18 de septiembre de cada año la Iglesia católica conmemora a los Mártires Amigonianos, sin embargo la beata Carmen García Moyón tiene su liturgia propia la cual se celebra cada 30 de enero. El papa Juan Pablo II dio como fecha de conmemoración a los 233 mártires el 22 de septiembre de cada año.